# پیتسفیلد (حوزه سرشماری)، مین
پیتسفیلد (به انگلیسی: Pittsfield) یک منطقهٔ مسکونی در ایالات متحده آمریکا است که در شهرستان سامرست، مین واقع شده‌است. پیتسفیلد ۲۴٫۸ کیلومتر مربع مساحت و ۳٬۲۱۷ نفر جمعیت دارد و ۶۴ متر بالاتر از سطح دریا واقع شده‌است.